# Peter Kornerup
Peter Ernst Iver Kornerup (6. oktober 1794 i København – 20. juni 1875 sammesteds) var en dansk arkitekt og kgl. bygningsinspektør. Han var primært klassicist, men var også interesseret i middelalderens arkitektur. Han var farbroder til maleren Jacob Kornerup.
Kornerup var søn af kopist i Toldkammeret, senere justitsråd Christian Kornerup og Anna Frederikke Møller. Han blev optaget på Kunstakademiets bygningsskole og vandt 1814 den lille, 1817 den store sølvmedalje og samme år den lille guldmedalje (for En Børs). Han udstillede på Charlottenborg Forårsudstilling 1815 og 1818 (3 værker). Han ansøgte om den ledige stilling som kgl. bygningsinspektør i hertugdømmet Slesvig efter Lorents Kreisers død 1823, men fik den ikke. Til gengæld blev Kornerup i 1850 udnævnt til kgl. bygningsinspektør for Østifterne (Københavns samt Sorø og Præstø Amter).
Kornerup virkede mere som administrator og restaurator, bl.a. af flere kirker, end som selvstændig arkitekt. Han har dog tegnet råd-, ting- og arresthuset i Vordingborg (1843-45), der var landets første historicistiske rådhus og ombygget Grevinde Danners Palæ til dets nuværende skikkelse (1852, fredet). Som restaurator prægede han Annisse Kirke ved Helsinge (1847), Pedersborg Kirke ved Sorø (1861), Egebjerg Kirke i Odsherred (1867-68) og Højby Kirke ved Nykøbing S. (1871-72). 
Kornerup var etatsråd og Ridder af Dannebrog.
Han blev gift 7. oktober 1831 i Roskilde med Sophia Dorthea Boreb (24. januar 1805 i Roskilde – 10. april 1873 i København), datter af købmand Jacob Boreb og Else Cathrine Bruun.
Han er begravet på Garnisons Kirkegård.

## Galleri
- Vordingborg gamle rådhus opført 1843-1845
- Grevinde Danners Palæ ombygget 1852